# إدوارد رووي
إدوارد رووي (بالإنجليزية: Edward Rowe) هو لاعب كرة قدم بريطاني، ولد في 17 أكتوبر 2003.